# جین کوئینتانو
جین کوئینتانو (انگلیسی: Gene Quintano؛ زادهٔ ۱۹۴۶) یک کارگردان، فیلم‌نامه‌نویس، و تهیه‌کننده اهل ایالات متحده آمریکا است.

## گزیده فیلم‌شناسی
- گنج چهار تاج (۱۹۸۳) نویسنده و تهیه‌کننده
- معادن شاه سلیمان (۱۹۸۵) نویسنده و تهیه‌کننده
- دانشکده پلیس ۳ (۱۹۸۶) نویسنده
- آلن کواترمین و شهر گمشده طلا (۱۹۸۶) نویسنده
- دانشکده پلیس ۴ (۱۹۸۷) نویسنده
- آکادمی ماه عسل (۱۹۸۹) نویسنده و کارگردان
- چرا من؟ (۱۹۹۰) کارگردان
- اسلحه پر ۱ (۱۹۹۳) کارگردان
- عملیات نجات دامبو (۱۹۹۴) نویسنده
- مرگ ناگهانی (۱۹۹۵) نویسنده
- دلار برای مردگان (۱۹۹۸) نویسنده و کارگردان
- عدالت غیرقانونی (۱۹۹۹) نویسنده
- تفنگدار (۲۰۰۱) نویسنده
- میمون بدبو (۲۰۰۴) نویسنده و دستیار کارگردان